# Мераб Квірікашвілі
Мераб «Меко» Квірікашвілі (нар. 27 грудня 1983, Тбілісі) — грузинський регбіст, який виступає на позиції флай-хава і фуллбека за французький клуб «Монлюсон», абсолютний рекордсмен збірної Грузії за кількістю набраних очок (766). Виступає за збірні за класичним регбі та регбі-7.

## Кар'єра
Вихованець грузинського клубу «Лело», з 2006 року виступає у Франції. Виступав за клуби «Сексьон Палуаз», «Масси», «Фіжак» і «Сен-Жюньен». З 2014 року представляє «Монлюсон». Спочатку грав на позиції скрам-хава.

## У збірній
Дебютував за збірну в 2003 році проти команди Португалії, а також зіграв всі матчі чемпіонату світу 2003 року, виходячи на заміну. Однак на тлі Іраклія Абусерідзе і Бідзіна Самхарадзе він виглядав блідим. Змінивши амплуа на флай-хава, він в 2007 році повернувся в збірну, дебютувавши на цій позиції в матчі проти Румунії в Бухаресті. На чемпіонаті світу 2007 року Грузія отримала свою першу перемогу, перемігши Намібію 14:10, а Квірікашвілі був визнаний кращим гравцем зустрічі.
З 2007 року Квірікашвілі почав виступати на позиції фул-бека, оскільки його місце зайняв Лаша Малагурадзе. У 2010 році Квірікашвілі побив рекорд збірної за очками за матч (раніше він ділив його з Палик Джішеладзе, набравши 32 очки в поєдинку проти Німеччини (перемога 77: 3). У тому ж році він успішно провів реалізацію в самому кінці матчу проти США, принісши перемогу 19:17 на Тбілісі. у Кубку Європейських націй 2010-2012 Мераб замінив травмованого Малагурадзе і приніс збірній перемогу.
На чемпіонаті світу 2011 року, однак, Квірікашвілі не виявив себе так, як від нього очікували: в матчі з Англією Грузія програла 10:41, а верхи невезіння стали п'ять провалених Квірікашвілі реалізацій. Хоча в наступній грі проти Румунії він відігрався, набравши 17 очок, але у вирішальній грі проти Аргентини не виступав. З 2012 року він є беззмінним гравцем стартового складу збірної; його 60-й матч проти Росії закінчився розгромною перемогою 46: 0, а Квірікашвілі став лідером збірної за кількістю набраних очок за всю історію команди і побив річний рекорд очок (91 очко в 8 матчах).
У складі збірної з регбі-7 Квірікашвілі зіграв на чемпіонаті світу 2013 року в Москві, набравши 21 очко (з них 15 за рахунок трьох спроб). Збірна дійшла до півфіналу розіграшу Чаші (серед команд, що зайняли місця з 17-го по 24-є).

## Особисте життя
Мераб був одружений з Анано Буадзе, виховав з нею чотирьох дітей. 21 липня 2016 року Мераб і Анано потрапили в серйозну автокатастрофу, в ході якої на місці загинули три людини: сімейна пара з Тбілісі й їх знайома. Дружина Мераба була доставлена в лікарню, але через тиждень у постраждалої почалися проблеми з легенями, та 1 серпня її Герасимчука. В аварії також постраждав ще один регбіст Георгій Ломінадзе і його дружина Нуца Гунцадзе.
| Спортсмен | Це незавершена стаття про спортсмена. Ви можете допомогти проєкту, виправивши або дописавши її. |

1. ↑  http://en.espn.co.uk/statsguru/rugby/player/14055.html